# گمینا پلشنا
گمینا پلشنا (به لهستانی:  Gmina Pleśna) یک گمینا در لهستان است که در شهرستان تارنوف واقع شده‌است. گمینا پلشنا ۸۳٫۶۵ کیلومتر مربع مساحت و ۱۱٬۵۱۸ نفر جمعیت دارد.